# Бенгвільська поліція
«Бенгвільська поліція» (англ. The Bangville Police) — американська короткометражна кінокомедія Генрі Лермана 1913 року з Мейбл Норманд в головній ролі.

## Сюжет
У фермі біля Бенгвіла, молода дівчина бачить незнайомців в сараї. Вона швидко біжить до будинку і дзвонить до поліції. Поліція звертає в очерет, щоб дістатися туди вчасно.

## У ролях
- Мейбл Норманд — Делла, дочка фермера
- Фред Мейс — шериф Бенгвіла
- Нік Коглі — батько Делли
- Чарльз Ейвері — 1-й заступник шерифа
- Дот Фарлі — мама Делли
- Руб Міллер — 2-й заступник шерифа
- Едгар Кеннеді — 3-й заступник шерифа
- Реймонд Гаттон — незнайомець в сараї
- Джек Леонард — заступник шерифа
- Фред Гапп — заступник шерифа